# Michał Garboliński
Michał Garboliński (ur. 4 stycznia 1931 w Sokółce, zm. 27 sierpnia 1999) – funkcjonariusz Służby Bezpieczeństwa (płk.), rezydent kontrwywiadu PRL w Kijowie.
Syn Konstantego i Zofii. W resorcie od 1950, w którym m.in. był słuchaczem Dwuletniej Szkoły Oficerskiej w Centrum Wyszkolenia Ministerstwa Bezpieczeństwa Publicznego w Legionowie (1950–1952), funkcjonariuszem Departamentu X/I MBP (1952–1955), Dep. II Komitetu ds Bezpieczeństwa Publicznego (1955–1956), Dep. II Ministerstwa Spraw Wewnętrznych (1956-1971), Grupy Operacyjnej „Wisła” MSW w Moskwie, jej rezydentem w Kijowie (1978–1982), pełniącym swe obowiązki pod „przykryciem” zajmowania stanowiska konsula tamże(1978–1982), i ponownie funkcjonariuszem Dep. IV MSW (1982-1985).
Został pochowany na Cmentarzu Komunalnym Północnym w Warszawie.